# Fëanor
Fëanor er en person fra fantasy-romanen Silmarillion af den engelske forfatter J.R.R. Tolkien, men han nævnes også kort i romanen Ringenes Herre af samme forfatter. Han var den ældste søn af Finwë, Noldornes stor-konge, og dennes første kone Míriel. Míriel døde kort efter fødslen, og Finwë giftede sig igen senere og fik yderligere 2 sønner, Fingolfin og Finarfin. Fëanor var den mægtigste af alle alfer der nogensinde vandrede i Arda[kilde mangler].

## Fëanors liv før tyveriet af Silmarillerne
Fëanor giftede sig med Nerdanel og sammen fik de 7 sønner: Maedhros, Maglor, Celegorm, Caranthir, Curufin, Amrod og Amras. Han var en dygtig håndværker og på sit højdepunkt lavede han 3 ædelsten kaldet Silmarillerne.
Fëanor skattede Silmarillerne over alt andet, og blev langsomt mere og mere mistænksom overfor andre. Samtidig forsøgte Melkor (den onde, djævlen i Tolkiens univers) at skabe splid blandt Noldorne og han forsøgte at opildne Fëanors frygt for at andre ville stjæle Silmarillerne. Men det var først og fremmest Melkor selv der var ude på at stjæle Silmarillerne.
Det lykkedes Melkor at lokke Fëanor til at tro at hans halvbror Fingolfin var ude efter hans plads som arvtager efter Finwë, og Fëanor truede Fingolfin på livet. For dette blev Fëanor dømt til forvisning, og Fëanor rejste bort og tog Silmarillerne med sig.
Efter nogen tid blev Fëanor genforenet med Fingolfin og det blev klart for Fëanor at det var Melkor der selv var ude efter Silmarillerne. Ved samme tid lykkedes det dog Melkor at ødelægge De to træer, at dræbe Finwë og stjæle Silmarillerne.
Valarne (guderne) indså at de måtte have Silmarillerne for at genskabe lyset fra De to træer. Men Fëanor ville ikke give Silmarillerne fra sig (han vidste endnu ikke at de var stjålet).
Maedhros, Fëanors ældste søn kom nu for at fortælle om drabet på Finwë and tyveriet af Silmarillerne. Valarne og Noldorne forstod nu det fulde omfang af Melkors bedrageri, og han gik herefter under navnet Morgoth – den sorte fjende.
Fëanor var nu Noldornes stor-konge og han talte for at alle Noldor skulle følge ham til Midgård for at bekæmpe Morgoth og generobre Silmarillerne. Fëanor og hans syv sønner svor nu en ed om at ville bekæmpe enhver der havde Silmarillerne.

## Fëanors liv efter tyveriet af Silmarillerne
I forsøget på at nå til Midgård bad Fëanor nogle andre elvere om at udlevere deres skibe, hvilket de nægtede. Fëanor beordrede nu Noldorne til at dræbe disse elvere og det kom til kamp.
I stor anger over denne udåd drog Finarfin nu tilbage med sin hær. Han fik tilgivelse af Valarne og blev den nye stor-konge for Noldorne.
Fëanor og hans folk sejlede nu til Midgård, men ved ankomsten brændte de skibene for at ingen skulle rejse tilbage. Fingolfin måtte derfor drage over det isklædte nord for at komme til Midgård og hjælpe sin halvbror.
Før Fingolfin kom til Midgård blev Fëanor nu angrebet af Morgoths store hære. Fëanor vandt slaget og forfulgte Morgoth til hans fæstning Angband højt mod nord, men nu blev Fëanor angrebet af Balrogger og selvom han kæmpede bravt døde han kort efter af sine sår. Forinden havde han dog fået sine sønner til at gentage eden om at bekæmpe alle der havde Silmarillerne.

## Fëanor i Tokiens værker
Det meste af Silmarillion foregår efter Fëanors død og Hobitten og Ringenes Herre foregår mange tusinde år efter Silmarillion. Alligevel spiller Fëanor og Silmarillerne en fremtræende rolle i disse værker – på flere niveauer.
- Historien om Fëanor er den klassiske historie om hvordan stolthed og fordomme, og senere had og raseri kan forblinde et menneske i en sådan grad at det ødelægger livet for sig selv og sine nærmeste. En historie der også genfindes i historien om Darth Vader i Star Wars men som i øvrigt er en klassisk gammel historie
- Fëanor-eden bliver styrende for hans 7 sønners tragiske liv, men rækker enddog ud over disse og er med til at definere handlingen i hele Silmarillion
- Temaet om en dygtig smed der laver magiske smykker og bedrages af en ond ånd genfindes i historien om de 3, 7 og 9 ringe og herskerringen. Melkors rolle er her overtaget af Sauron
- Historien om Fëanor og Silmarillerne optræder som mytisk tema i Ringenes Herre. Men i Ringenes Herre optræder også bl.a. Galadriel der er datter af Finarfin og drog med Fingolfin til Midgård.